# Петак тринаести 3
Петак тринаести 3 (енгл. Friday the 13th Part III), у југословенским биоскопима дистрибуиран под насловом Стравични викенд, је амерички хорор филм из 1982. године у режији Стива Мајнера, наставак филма Петак тринаести 2 из 1981, са Дејном Кимел и Ричардом Брукером у главним улогама. Први је филм у ком Џејсон Вoрхис ставља своју хокејашку маску на лице и од тада то уз мачету постаје његов симбол.
Оригинална прича филма била је базирана на Џини Филд из претходног филма, коју Џејсон прогони у болници и сценарио је био веома сличан као код Ноћи вештица 2, али је Ејми Стил одбила да се врати у улогу Џини Филд, те је пројекат пропао. Такође, филм је био замишљен као последњи који би завршио триологију, али то је заправо био тек почетак дуге франшизе коју за сада чине 12 филмова.
Филм се сматра нешто слабијом копијом претходна два филма, али је остварио велику зараду, те је 2 године касније снимљен и Петак тринаести 4: Последње поглавље.

## Радња
Након догађаја од претходне ноћи, док полиција претражује читаву област, тешко повређени и демаскирани Џејсон Вoрхис предвече се сакрије у једну продавницу покрај језера и промени одећу, успут убивши власника продавнице Харолда и његову супругу Едну. Сутрадан, Крис Хигинс и њени пријатељи путују на ранч Уточиште Хигинс, њен стари дом крај Кристалног језера, да заједно проведу викенд. Групу чине трудна Деби, њен момак Енди, шаљивџија и глумац у покушају Шели, његова девојка у покушају Вера Санчез (с којом му је Енди средио судар на слепо, али која му не узвраћа осећања) и пар зависника од марихуане, Чак и Чили. Наишавши на старца по имену Ејбел, који их упозори да се врате показујући им ишчупану очну јабучицу, група на свом одредишту сретне Крисиног момка Рика.
У продавници Веру и Шелија малтретира кавгаџијски настројени бајкерски тројац Али, Локо и Фокс. Шели уђе у аутомобил и поруши им моторе, импресиониравши Веру. Касније, док су остали на језерској плажи, бајкери се појаве на Уточишту Хигинс, где испумпају бензин из Крисиног комбија с намером да спале амбар из освете. Џејсон, који се скрива у амбару, убије Фокс и Лока вилама пре него што ошамути Алија. Те вечери Крис и Рик оду у шуму, где Крис открије да је две године раније нападнута од стране неког деформисаног човека, због чега је првобитно напустила Кристално језеро; главни разлог што се вратила је да се суочи са својим страховима и превазиђе трауму.
Натраг на Уточишту Хигинс, Шели (у шали) преплаши Веру искочивши из језера са хокејашком маском на лицу, а потом се одшета у амбар, где га Џејсон прекоље (на невиђено). Узевши маску да покрије своје деформисано лице, Џејсон изађе из амбара. Вера случајно испусти Шелијев новчаник у језеро и уђе у воду да га узме, ком приликом је Џејсон убије испаливши јој харпун у око. Џејсон уђе у кућу и мачетом раскомада Ендија док је овај ходао на рукама. Деби се истушира и легне у висећу мрежу читајући магазин "Фангорија". Када крв почне да капље одозго на часопис, Деби погледа према горе и види Ендијево раскомадано тело на ормару, а у идућем моменту Џејсон, скривен испод лежаљке, прободе јој ножем груди кроз леђа. Када у кући нестане струје, Чак оде у подрум да провери кутију са осигурачима, где га Џејсон тресне на осигурачку кутију, ком приликом га убије струја. Чили открије да су сви остали мртви, а потом је прободена ужареним жарачем.
Када се Риков аутомобил поквари, Крис и Рик принуђени су да се врате кући пешице. Кућу затекну у нереду, без игде икога. Рик изађе напоље по олујном ветру да претражи плац, али га Џејсон зграби и смрви му лобању голим рукама, ком приликом му једно око искочи. Џејсон затим нападне Крис, која за длаку успева да побегне из куће и покуша да побегне у свом комбију. Комби остане без горива, а Крис побегне натраг пешице и сакрије се у амбар, али је Џејсон поново нападне. У амбару Крис ошамути Џејсона лопатом и обеси га о конопац за подизање сена. Он ипак није мртав, те се ослободи са омче, скинувши накратко маску, ком приликом га Крис препозна као истог човека који ју је напао две године раније. Бајкер Али се изненада освести и покуша да нападне Џејсона, али га овај брзо докрајчи. Док је Џејсон заузет ударајући Алија мачетом, Крис му зарије секиру у главу. Он још неколико тренутака покушава да је зграби пре него што се коначно сруши на тле.
Исцрпљена, Крис се отисне у кануу насред језера и заспи, али је из сна тргне кошмар у ком демаскирани Џејсон истрчи из куће према њој пре него што ишчезне, а потом распали леш његове мајке, вештачки закачене главе, искочи из језера, преврне кану и повуче Крис у воду. Наредног јутра стигне полиција и отпрати дубоко истраумирану Крис са Уточишта Хигинс. Епилог приказује Џејсоново тело како непомично лежи у амбару са секиром у глави.

## Улоге
| Глумац         | Улога               |
| -------------- | ------------------- |
| Дејна Кимел    | Крис Хигинс         |
| Пол Кратка     | Рик                 |
| Трејси Севиџ   | Деби                |
| Ричард Брукер  | Џејсон Вoрхис       |
| Џефри Роџерс   | Енди                |
| Кетрин Паркс   | Вера Санчез         |
| Лари Зернер    | Шели                |
| Дејвид Катимс  | Чак                 |
| Рејчел Хауард  | Чили                |
| Мерлин Поучер  | Памела Ворхис       |
| Ник Севиџ      | Али                 |
| Глорија Чарлс  | Фокс                |
| Кевин О'Брајен | Локо                |
| Чери Моганс    | Една                |
| Стив Саскинд   | Харолд              |
| Ејми Стил      | Џини Филд (флешбек) |
| Перла Волтер   | гђа Санчез          |
| Дејвид Вајли   | Ејбел               |

## Музика
Као и за претходна два филма, музику је у целости компоновао Хари Манфредини. Пошто је Манфредини током снимања прве две трећине филма био заузет компоновањем музике за филм Створ из мочваре, за прве две трећине филма искоришћене су теме из претходна два дела. Нове теме Манфредини је компоновао само за последњу трећину филма.
Насловну тему Манфредини је компоновао у сарадњи са диско музичаром Мајклом Зејгером.

## Цензура и алтернативне верзије
У Уједињеном Краљевству неке сцене убистава (убиство Вере, Ендија и Деби) накнадно су скраћене, али је и поред тога филм у тој земљи забрањен за млађе од 18 година. Нескраћена верзија је у тој земљи доступна искључиво на ДВД и блу-реј издањима.
У новијој телевизијској верзији удаљене су сцене у којима се помиње Дебина трудноћа и сцене пушења марихуане.